# Зураб Церетели
Зураб Константинович Церетели (рус. Зура́б Константи́нович Церете́ли, груз. ზურაბ წერეთელი; Тбилиси, 4. јануар 1934 — Москва, 22. април 2025) био је руски уметник, вајар и академик.
Стекао је звања Народног уметника СССР 1980. године и Народног уметника Руске Федерације 1994. године. Председник је Руске академије уметности од 1997. године и почасни члан Руске академије образовања.

## Биографија
Зураб Церетели се родио у Тбилисију у грузијској породици. Његов отац Константин Георгијевич (1903—2002) је у Грузији познат као инжењер грађевине. Његова мајка Тамара Семјоновна Нижарадзе (1910—1991), из племићког рода Нижарадзе. На младог Церетелија велики утицај је извршио његов ујак, сликар Георгиј Нижарадзе. У његовом дому где је као дечак проводио значајни део свог времена, врло често су боравили познати грузински уметници Давид Какабадзе, Серго Кобуладзе, Уча Джапаридзе и многи други. Они су били његови први учитељи.
Завршио је Тбилиску академију уметности. Потом је радио у Институту историје, археологије и етнографије Академије наука Грузије.
Током 1964. обучавао се у Француској где је био у контакту са уметницима попут Пабла Пикаса и Марка Шагала.
Од краја 1960-их активно је почео да ради у области монументалне уметности. Осим Русије, његови радови налазе се и у Бразилу, Уједињеном Краљевству, Шпанији, САД, Француској, Јапану, Грузији и Литванији.
Председник Русије Владимир Путин му је 2003. године за заслуге пред Руском Федерацијом указом доделио руско држављанство.
Зураб Церетели је председник Руске академије наука, директор Московског музеја савремене уметности, директор Галерије уметности Церетели. Амбасадор добре воље УНЕСКО (1996). Носи и звања Заслужног уметника Грузије, Народног уметника СССР. Он је пуноправни члан Академије наука Грузије, дописни члан Краљевске шпанске академије наука Сан Фернандо (1998), дописни члан Француске академије лепих уметности (2002), активни члан Европске академије наука и уметности (2009) а био је и пуноправни члан Руске академије наука СССР (1992) и пуноправни члан Академије наука СССР (1988). Добитник је Лењинске награде (1976) и Државне награде СССР (1970, 1982).
Церетели је 2010. године добио звање витеза уз орден Легије части. Исте године Национално друштво за уметност САД му је доделило златну Медаљу части чиме је постао први руски уметник који је добио ту награду..
Био је ожењен кнегињом Инесом Александровном Андроникашвили. Имају једну ћерку Елену и три унука, Василија, Зураба и Викторију.

## Стваралаштво

### Списак радова
Списак свих дела Зураба Церетелија:
- 1967. — Уметничко решење одмаралишног комплекса. Мозаик-стеле и скулптурне композиције. (Пицунда, Грузија)
- 1970. — 1971. - Мозаици и витражне композиције за Дворац профсојуза. (Тбилиси, Грузија)
- 1970. — Базен-мозаик „Морско дно“ за хотел „Венец“. (Уљановск, Русија)
- 1972. — Рељефно-мозаична композиција за станицу. (Тбилиси, Грузија)
- 1973. — Уметничко решење дечјег одмаралишта. (Адлер, Русија)
- 1978. — Рељефни фриз „Легенде Крима“ у бакру на фасади хотела „Јалта“. (Јалта, Украјина)
- 1979. — Скулптурна композиција „Наука, образовање - свету“ или „Прометеј: Свету - Светлост и Знања“ висине 20 м. (Брокпорт, САД)
- 1979. — Монументална композиција „Срећа деци целог света“ од 5 фигура висине 15 м у бакру. (Брокпорт, САД)
- 1980. — Рељефни фриз фасада биоскопско-позоришне сале хотелског комплекса „Измаилово“ у бакру. (Москва, Русија)
- 1980. — Витраж «Поздрав» у сталној мисији СССР при УН. (Њујорк, САД)
- 1980. — Споменик „Човек и сунце“ у бронзи висине 80 м. (Тбилиси, Грузија)
- 1980. — Дизајн ентеријера хотела „Спорт“ у емајлу. (Москва, Русија)
- 1982. — Мозаичне композиције и емајлирана плоча за трговинско представништво Мађарске у СССР. (Москва, Русија)
- 1983. — Споменик „Пријатељство заувек“ посвећен 200-годишњици потписивања Георгијевског трактата, у бронзи висине 35 м. (Москва, Русија)
- 1983. — Опште уметничко решење ентеријера Интердисциплинарно научно-техничког комплекса „Микрохирургија очију“. (Москва, Русија)
- 1984. — Амблем „Токио Балет“ у бакру. (Токио, Јапан)
- 1984. — Плоча „Куликовска битка“ и „Отаџбински рат 1812. године“ у емајлу на захтев Министарства одбране СССР. (Москва, Русија)
- 1985. — 2003. - Ансамбл „Историја Грузије“ од 64 фигуре у бронзи висине 31,2 м. (Тбилиси, Грузија)
- 1986. — Плоча „Златни прстен Русије“ у емајлу у амбасади СССР у Вашингтону. (Вашингтон, САД)
- 1988. — 1994. - Скулптурно-просторна композиција „Света једнакоапостолна Нина, просветитељка Грузије“. (Тбилиси, Грузија)
- 1989. — Споменик „Срушити зид неповерења“ у бронзи висине 4 м. (Лондон, Уједињено Краљевство)
- 1990. — Споменик „Добро побеђује зло“ израђеног из делова ракета уништених у процесу разоружавања. (Њујорк, САД)
- 1994. — Ауторска копија скулптурне композиције „Рођење новог човека“ из Севиље за колекцију УНЕСКО. (Париз, Француска)
- 1995. — 1996. - Скулптурна композиција „Трагедија народа“ у бронзи висине 8 м. (Москва, Русија)
- 1995. — Меморијални комплекс посвећен 50. годишњици победе СССР у Другом светском рату. Уметничко решење Централног музеја, декорација храма Георгија Победоносца, обелиск Победе у бронзи висине 141,8 м. (Москва, Русија)
- 1995. — Монументална композиција „Рођење новог човека“ као први део пројекта „Како је Европа нашла Америку“ посвећена 500. годишњици историјске пловидбе Кристифора Колумба ка обалама америчког континента у бронзи, бакру и челику висине 45 м. (Севиља, Шпанија)
- 1995. — 1997. - Пет крства и 16 бронзаних врата, израђених у пластици високог рељефа за комплекс Храма Христа Спаситеља. (Москва, Русија)
- 1996. — Скулптурна композиција „Дрво бајки“ за Московски зоолошки врт у бронзи висине 16 m. (Москва, Русија)
- 1996. — Споменик „Победа“ у бронзи висине 25 м. (Марбеља, Шпанија)
- 1996. — Скулптурна композиција над главним улатом у дечју територију за игру Московског зоолошког врта. (Москва, Русија)
- 1996. — 2000. - Главни уметник обнове Храма Христа Спаситеља. (Москва, Русија)
- 1997. — Решење за Мањежни трг, ентеријер тржног центра „Охотни рјад“, мозаично дно реке Неглинке, фонтане и скуплтуре, канделабри. (Москва, Русија)
- 1997. — Споменик посвећен 300. годишњици Руске флоте или императору Петру Великом у бронзи висине 96 м. (Москва, Русија)
- 1998. — Скулптурни портрет мајке Терезе у бронзи висине 1,4 м. (Москва, Русија)
- 2000. — Скулптурни портрети првих водитеља Руске Духовне Мисије у Јерусалиму архимандрита Порфирија, Антонина и Леонида у част 2000. годишњице Хришћанства. (Јерусалим, Израел)
- 2000. — Биста Јурија Гагарина на тргу названом у његову част у Монтевидеу. (Монтевидео, Уругвај)
- 2000. — Скулптурни портрет принцезе Дајане у бронзи висине 3 м за Галерију уметности Церетели. (Москва, Русија)
- 2001. — 2003. - Галерија 30 рељефних скуплтурних портрета познатих личности из културе Русије. (Москва, Русија)
- 2002. — Скулптурна композиција фонтане „Кловнови“ постављене испред градског циркуса. (Москва, Русија)
- 2002. — Споменик Светитељу Николају Чудотворцу, архиепископу Мирлијском. (Хапала, Русија)
- 2002. — Осликавање плафона и дизајн главне завесе нове сцене Бољшој театра. (Москва, Русија)
- 2002. — Споменик Н. В. Гогољу у бронзи висине 2,8 м. (Рим, Италија)
- 2003. — Споменик великој књегињи Олги поводом 1100. годишњице оснивања Пскова. (Псков, Русија)
- 2003. — Споменик Оноре де Балзаку. (Агд, Француска)
- 2003. — Споменик Светитељу Николају Чудотворцу, архиепископу Мирлијском. (Бари, Италија)
- 2003. — Крст на куполи капеле цркве Свете Екатерине при Академији наука у Санкт Петербургу у бронзи за позлатом. (Санкт Петербург, Русија)
- 2003. — Скулптура „Минерва“ на згради Академије наука у Цанкт Петербургу поводом 300. годишњице оснивања града. (Санкт Петербург, Русија)
- 2003. — Споменик оснивачу Императорске академије наука И. И. Шувалову поводом 300. годишњице оснивања града. (Санкт Петербург, Русија)
- 2003. — Плоча у емајлу и решење ентеријера станице метроа „Парк Победе“. (Москва, Русија)
- 2003. — Патријарх Московски и све Руси Алексеј II. (Москва, Русија)
- 2003. — Католикос-Патријарх Грузије Илија II. (Москва, Русија)
- 2004. — Споменик дизајниран да мобилише људе да се боре против сиде. (Москва, Русија)
- 2005. — Споменик козаку Харко, легендарном оснивачу Харкова. (Харков, Украјина)
- 2005. — Споменик генералу Шарлу де Голу у бронзи висине 8 м. (Москва, Русија)
- 2005. — Копија споменика Кузми Мињину и Пожарском са Црвеног трга. (Новгород, Русија)
- 2005. — Обнова фигуре богиње НИке на споменику „Војничка слава“. (Санкт Петербург, Русија)
- 2005. — Споменик Александру Пересвету, монаху Троицесергејевске лавре и хероју Куликовске битке. (Борисоглебск, Россия)
- 2005. — Серија од 64 композиције „Крштење Господње“ Церетели. (Москва, Русија)
- 2005. — Споменик Апостолу Павлу у бронзи висине 2,7 м. (Москва, Русија)
- 2005. — „Холокауст“. (Јерусалим, Израел)
- 2005. — Споменик првом председнику Чеченске републике Ахмаду Кадирову у бронз висине 3,4 м. (Грозни, Русија)
- 2005. — Биста „А. С. Пушкин“ у бронзи висине 0,8 м. (Москва, Русија)
- 2005. — Споменик Чарлију Чаплину у бронзи висине 3 м. (Москва, Русија)
- 2005. — Пројекат споменика за град Токио „Мир планети“. (Токио, Јапан)
- 2006. — Споменик Иринарху Затворнику, монаху који је благословио Кузму Мињина и књаза Пожарског да поведу народни устанак за ослобођење Москве у Време невоља 1612. године у бронзи висине 3,2 м. (Борисоглебск, Русија)
- 2006. — Споменик посвећен борби против међународног тероризма у бронзи, хрому, никлу и титанијуму висине 30 м. (Бајон, САД)
- 2006. — Споменик императору Петру Великом у бронзи висине 12,6 м. (Санкт Петербург, Русија)
- 2006. — Споменик папи Јовану Павлу II. (Плоермел, Француска)
- 2007. — Споменик премијеру Јапана Итиру Хатојами који је 1956. године потписао заједничку декларацију о поновном успостављању дипломатских односа између Јапана и СССР. (Токио, Јапан)
- 2007. — Биста Серђу Виере де Мелу, комесару УН за људска права, који је погинуо при вршењу службених дужности у бронзи висине 0,8 м. (Женева, Швајцарска)
- 2007. — Скулптурна композиција „Ипатјевска ноћ“ посвећена трагичној погибији породице последњег руског цара Николаја Другог. кульптурная композиция «Ипатьевская Ночь», посвященная трагической гибели семьи последнего Российского императора Николая Второго. Бронза. (Москва, Русија)
- 2007. — Плоча у емајлу и решење ентеријера станице метроа „Трубнаја“. (Москва, Русија)
- 2007. — Споменик кнезу Олегу Рјазањском. (Рјазањ, Русија)
- 2007. — Споменик херојима филма „Мимино“. (Москва, Русија)
- 2008. — Скулптурна композиција „Жене декабриста. Врата судбине“. (Москва, Русија)
- 2008. — Скулптура „Нилски коњчић“ за тржни центар ГИППОПО. (Волгоград, Русија)
- 2008. — Спомен крст на месту маузолеја кнеза Пожарског, уништеног 1933. (Суздаљ, Русија)
- 2009. — Кристална капела и споменик Патријарку Алексеју II. (Москва, Русија)
- 2009. — Скулптуре у склопу скулптурног циклуса „Моји савременици“. (Москва, Русија)
- 2009. — Бронзана врата гробнице-маузолеја кнеза Пожарског, уништеног 1933. (Суздаљ, Русија)
- 2009. — Спомен-плоча дипломати А. А. Громико. (Москва, Русија)
- 2010. — Скуплтура „Медвед“ као симбол града Јарославља поводом прославе 1000 година од оснивања. (Јарославље, Русија)
- 2010. — Спомен-знак „Деца Беслана“ посвећен жртвама терористичког акта у Беслану 1-3. септембра 2004. (Москва, Русија)
- 2010. — Скуплтуре чувених сликара „Велики мајстори“. (Москва, Русија)
- 2010. — Скулптура „Русо и Пиросмани“. (Москва, Русија)
- 2010. — Споменик мускетарима. (Кондом, Француска)
- 2011. — „Плач моје душе“ посвећен жртвама земљотреса у Јапану. (у изради)[6]

### Споменик Петру Великом
Споменик је подигнут 1997. године по наруџбини Владе Москве на вештачком острву насутом на ушћу реке Москве и Обводног канала. Укупна висина споменика износи 98 метара. Члан Јавне коморе Русије, Марат Гелман, је тврдио да је Церетели ову висину издејствовао преваром те да је највиша дозвољена висина споменика 17 метара. Постоје мишљења да је споменик прерађен и измењен споменик Колумба, коју је Церетели неуспешно покушавао да прода САД, Шпанији и државама Латинске Америке током 1991. и 1992. године поводом 500 година од открића Америке. У октобру 2010. године в. д. градоначелника Москве Владимир Ресин је предложио да се споменик пресели на неко друго место..
У случају да дође до селидбе, жељу да се приме споменика изразили су Азов, Придњестровље, Петрозаводск, Вороњеж, Иваново, Орел, Архангелск, Преслав-Залескиј, Камишин.

### Храм Христа Спаситеља
Под руководством Церетелија обновљен је Храм Христа Спаситеља у Москви који је претходно изграђен 1883. а срушен за време Стаљина 1931. године. Главне замерке се односе на коришћење неоригиналних материјала па је тако фасада уместо белог камена израђена у мермеру, некадашње позлаћене куполе су направљене од титанијум нитрида, рељефи су урађени од бронзе уместо мермера а медаљони на фасади су урађени од полимера. Испод храма је направљена подземна гаража..

### Остали радови
Остали најпознатији радови Зураба Церетелија су:
- Споменик „Пријатељство заувек“ посвећен 200-годишњици (1783 — 1983) потписивања Георгијевског трактата којим је Грузија присаједињена Русији. Налази се на Тишинском тргу у Москви. Аутор архитектонског дела пројекта је Андреј Вознесенски.
- Споменик „Добро побеђује зло“ који се налази испред седишта УН у Њујорку.
- Скулптуре „Рођење новог човека“ у Паризу и Севиљи.

Он је аутор бројних монументалних декоративних дела попут мозаика, витража, паноа и сл. од чега су најпознатији они у одмаралишту у Пицундеу (1967), у одмаралишту „ВЦСПС“ у Адлеру поред Сочија (1973), у хотелском комплексу „Јалта-Интурист“ у Јалти (1978) и у хотелском комплексу Измаилово у Москви (1980).
Учествовао је у изградњи монументалних пројеката у Москви са краја 20. века попут реконструкције Мањежног трга и изградње споменика и меморијалног комплекса на Поклоној гори.
У САД је 11. септембра 2006. отворен споменик „Суза туге“ рад Зураба Церетелија — споменик народа Русије америчком народу у знак сећања на жртве напада 11. септембра 2001. Налази се на другој обали реке Хадсон од оне где су извршени напади. Споменик је висок 30 метара и тежи 175 тона.
Планирао је постављање споменика Исусу Христу висине 100 метара на северу Русије, на Соловецким острвима, што је довело до приговора управе музеја-резервата у ком се налазе острва.
У Баден-Бадену је постављен зец од бакра висине преко три метра што је 30 пута увећана копија Фабержеовог сребрног зеца.

## Московски музеј савремене уметности
Зураб Церетели је оснивач Московског музеја савремене уметности. Музеју припадају три зграде на адресама Петровка 25, Ермоалевски переулок 17 и Тверски булевар 3. У октобру 2010 је објављен план за проширење на још један објекат у приватном власништву Церетелија у улици Волов переулок. На тој адреси се налази породична кућа Платона Зубова, унука командира Александра Суворова. Сазидана је 1846. од дрвета и представља једно од неколико сачуваних историјских здања у Пресненском рејону. Кућа је за потребе музеја дозидана али без потребних дозвола.

## Награде
- Херој социјалистичког рада са орденом Лењина и златном медаљом „Срп и Чекић“ (11. новембра 1990) — за велики лични допринос развоју совјетске ликовне уметности и плодотворну јавну делатност[28]
- Зураб Церетели на додели ордена „''За заслуге пред отаџбином''“ -{I}- степена у КремљуОрден „За заслуге пред Отаџбином“  степена (26. јула 2010) — за изузетан допринос равоју ликовне уметности и вишегогодишње креативно стваралаштво[29]
- Орден „За заслуге пред Отаџбином“  степена (4. јануара 2006) — за изузетан допринос равоју ликовне уметности[30]
- Орден „За заслуге пред Отаџбином“  степена (29. априла 1996) — за његов велики лични допринос радовима на споменику Победи у Москви[31]
- Орден Пријатељства народа (1994)[32]
- Народни уметник Руске Федерације (4. јануара 1994) — за велике заслуге у области ликовне уметности[33]
- Народни уметник СССР (1980)[34]
- Народни уметник Грузинске ССР (1978)[34]
- Државна награда Руске Федерације у области литературе и уметности (21. јуна 1996) — за спомен-комплекс „Споменик Победи у Великом отаџбинском рату 1941-1945“ у Москви[34][35]
- Лењинска награда (1976) — за уметничко решење дечје зоне одмаралишта у Адлеру (1973)[34]
- Државна награда СССР (1970) — за мозаике Лењинског меморијала у Уљановску (1969) и у Дворцу Профсојуза Тбилиси (1969—1970)[34]
- Државна награда СССР (1982) — за учешће у изградњи хотелског комплекса „Измаилово“ (1980)[34]
- Витез Легије части (2010)[36]
- Официр ордена Уметности и литературе Француске (2005)[32]
- Медаља „Астана“ (11. децембра 1998)[37]
- Значка „За заслуге пред Москвом“ (30. децембра 2003) — за велики лични допринос развоју ликовне уметности, вишегодишњу плодотворну делатност у интересима града и Московљана[38]
- Орден Ахмата Кадирова (2005) — за лични допринос овековечивању сећана на првог председника Чеченије, хероја Русије Ахмат-Хаџи Кадирова, делатност која промовише мир, пријатељство и сарадњу међу народима[39]
- Медаља „У славу Осетије“ (2010)[40]

## Галерија
- Споменик жртвама Холокауста, Јерусалим